# Подруги, на фронт!
«Подруги, на фронт!» — советский короткометражный агитфильм 1941 года. Своеобразный спин-офф фильма «Фронтовые подруги». Первый фильм киностудии «Ленфильм» снятый в Великую Отечественную войну: съёмки начались уже 24 июня 1941 года, вышел на экраны 14 июля 1941 года.

## Сюжет
В фильме участвовали героини полюбившегося зрителям фильма «Фронтовые подруги» — по сюжету санинструкторы из этого фильма Лёля, Наташа, Тамара и Зина призывают советских девушек записаться на курсы медсестёр и отправиться на фронт.
В этом фильме главной героиней является эпизодичная героиня фильма «Фронтовые подруги» — Лёля «Чижик», играющая её Ольга Федорина была не актриса, а студентка 1-го Ленинградского медицинского института, и уже во время выхода фильма на экран действительно ушла на фронт и стала хирургической медсестрой медсанбата.

## В ролях
- Ольга Федорина — Лёля Федорина, «Чижик»
- Григорий Любимов — комиссар
- Зоя Фёдорова — Наташа
- Тамара Алёшина — Зина
- Манефа Соболевская — Тамара
- Екатерина Мелентьева-Боярская — Шура

## Комментарии
1. ↑  фильм «Чапаев с нами» вышел 31 июля 1941, а первый «Боевой киносборник» — 8 августа 1941